# Savio Mellini
Savio Mellini (Roma, 5 luglio 1644 – Roma, 10 febbraio 1701) è stato un cardinale italiano.

## Biografia
Savio Mellini (talvolta indicato col nome di Savo o col cognome di Millini) nacque a Roma il 5 luglio 1644 da una nobile famiglia della nobiltà pontificia romana. Di lui si sa che fu zio del cardinale Taddeo Luigi dal Verme.
In gioventù studiò all'Università La Sapienza di Roma ottenendo il dottorato in utroque iure il 17 dicembre 1663, ricevendo in seguito il suddiaconato (17 marzo 1668), il diaconato (31 marzo 1668) e l'ordinazione presbiterale il 18 novembre 1668. Per alcuni anni esercitò alcune cariche prelatizie minori, in particolare quella di ponente della congregazione del Buon Governo e prelato della congregazione dell'Immunità. La sua carriera conobbe un primo importante sviluppo nel 1674, con la nomina a segretario della congregazione del Buon Governo, che sovraintendeva all'amministrazione delle finanze locali dello Stato della Chiesa.
Il 1º giugno 1675 venne nominato nunzio apostolico in Spagna e successivamente arcivescovo titolare di Cesarea di Cappadocia (17 giugno) e assistente al Trono pontificio (28 giugno). La nunziatura del Mellini durò dal 1675 al 1685 e fu la più lunga nunziatura in Spagna del Seicento. Essa si svolse in un contesto di rapporti relativamente distesi tra la monarchia ispanica e la Santa Sede, anche se il Mellini dovette affrontare diverse questioni spinose, tra cui quella delle franchigie diplomatiche pretese a Roma dalla Spagna e dalle altre potenze europee. Nonostante il buon successo della nunziatura, al ritorno a Roma il Mellini si trovò in una posizione di relativa marginalità e giocò un ruolo politico trascurabile.
Creato cardinale nel concistoro del 1º settembre 1681 per mano di Innocenzo XI, ricevette il titolo presbiterale di Santa Maria del Popolo il 12 agosto del 1686.
Ricevette quindi il governo della diocesi di Orvieto, ove ottenne il titolo personale di arcivescovo dal 22 dicembre del 1681. Partecipò al conclave del 1689 che elesse pontefice Alessandro VIII.
Optò quindi per il titolo di San Pietro in Vincoli il 12 dicembre 1689, partecipando poi al conclave del 1691 che elesse pontefice Innocenzo XII. Divenuto camerlengo del Sacro Collegio dei Cardinali (10 marzo 1692-2 gennaio 1693), venne trasferito alle diocesi di Nepi e Sutri con il titolo personale di arcivescovo il 17 marzo 1694. Nel 1700 partecipò al conclave che elesse Clemente XI.
Morì a Roma il 10 febbraio 1701, alle 19.00, nel suo palazzo presso piazza Ss. XII Apostoli, dove risiedeva abitualmente. La sua salma venne esposta nella basilica di Santa Maria del Popolo di Roma dove ebbero luogo i funerali il giorno 12 febbraio e la relativa tumulazione nella tomba di famiglia che ivi si trovava.

## Successione apostolica
La successione apostolica è:
- Vescovo Antonio Medina Cachón y Ponce de León (1676)
- Vescovo Baltasar Tomás Carbonell y Sánchez, O.P. (1677)
- Patriarca Antonio de Benavides y Bazán (1679)
- Vescovo Juan Francisco de Padilla y San Martín, O. de M. (1684)
- Vescovo Diego Evelino Hurtado de Compostela (1685)
- Cardinale Fortunato Ilario Carafa della Spina (1687)
- Vescovo Sebastiano Delli Frangi (1688)
- Vescovo Romualdo Tancredi, O.S.B. (1688)
- Arcivescovo Giovanni Vincenzo Lucchesini, O.S.M. (1689)